# 47. српска дивизија НОВЈ
47. српска дивизија НОВЈ формирана је 1. октобра 1944. године код Лебана. При оснивању у њен састав су ушле Петнаеста српска бригада НОВЈ из 24. дивизије и новоформиране 28. и 29. српска бригада НОВЈ. У време формирања имала је око 4700 бораца. Под својом командом имала је Лесковачки, Јабланички, Пусторечки и Добрички партизански одред. Почетком фебруара, њено бројно стање повећало се на 9990 људи. До 3. децембра 1944. била је у саставу Тринаестог корпуса, затим под командом Главног штаба НОВ и ПО Србије.
Одмах после формирања учествовала је у саставу Тринаестог корпуса у Нишкој операцији, дејствујући из рејона јужно и југозападно од Лесковца долином леве обале Јужне Мораве према Нишу. Водећи борбе од 8. октобра, ослободила је Лесковац 11. октобра. Надирући према реци Топлици заузела је, уз подршку артиљерије бугарске Тенковске бригаде села Кочане и Чечину 12. октобра, 13. октобра прешла Топлицу и у Добричком пољу 14. октобра, у садејству са 24. дивизијом, успела да у тешким борбама окружи немачку Седму СС дивизију, која се повлачила из Ниша, и да је на простору села Мрамор, Југ-Богдановац, уз подршку авијације Црвене армије и Моторизованог одреда бугарске Тенковске бригаде потпуно разбије и већим делом уништи.
До краја октобра на подручју Јастрепца, Топлице и Косанице, а од новембра у источној Србији и касније око Крагујевца и Краљева, дивизија је чистила терен од остатака четничких јединица. Почетком маја 1945. пребачена је у Славонски Брод у састав Прве армије где је и расформирана, а њеним људством попуњене су остале јединице.